# Corba de Kuznets

Corba de Kuznets.

La corba de Kuznets és una representació gràfica d'una hipòtesi plantejada per Simon Kuznets (de la hipòtesi de Kuznets) consistent en què, els països pobres serien, en principi, igualitaris; però, a mesura que es van desenvolupant, l'ingrés es concentra i la distribució de l'ingrés empitjora. Després, amb el desenvolupament posterior, torna a ser igualitari i aquesta desigualtat s'anivella.

## Explicació
Una de les hipòtesis sobre per què passa això estableix que en els primers passos del desenvolupament, quan la inversió en capital físic és el mecanisme principal per al creixement econòmic, la desigualtat és el que incentiva el creixement en estar localitzant recursos cap a aquells que més han estalviat i invertit.
En contrast, en països més madurs a nivell de desenvolupament, l'adquisició de capital humà, o un cost estimat en què s'ha incorregut, però encara no s'ha pagat, pren el lloc del capital físic com la major font de creixement. En conseqüència, el creixement de la desigualtat es torna més lent, ja que fa que baixi el nivell de formació donat que la gent d'escassos recursos no tindrà forma de finançar la seva educació en mercats imperfectes de crèdit.
Els diagrames de la corba de Kuznets presenten forma d'U invertida. Les variables són la desigualtat o el Coeficient de Gini en l'eix Y i el desenvolupament econòmic o temps o ingrés per capita en l'eix X.

## Crítiques
La conclusió de Kuznets que la desigualtat ha d'incrementar-se abans de decréixer, descansa sobre bases poc fermes, en el cas de les dades transversals. La forma d'U invertida en la corba no prové d'una progressió en el desenvolupament dels països, sinó més aviat de diferències històriques entre països pobres i rics. En el conjunt de dades usats per Kuznets, molts dels països de renda mitjana estaven en Amèrica Llatina, una regió caracteritzada històricament per alts nivells de desigualtat. Quan es controla aquesta variable en la regressió, la corba en forma d'U invertida desapareix.
A l'intentar donar compte dels canvis històrics, la feina de David Lempert a principis de la dècada de 1980 va introduir una dimensió temporal i una dimensió política a la corba, mostrant com la població i la política econòmica interaccionen amb la desigualtat econòmica amb el temps, portant o bé a una estabilitat a llarg termini o a un col·lapse. Aquest model neo-maltusià incorpora el treball de Kuznets, i en ell subjeu un model helicoidal de la relació al llarg del temps més que una plana.